# Анумби
Анумби (лат. Anumbius annumbi) — вид птиц из семейства печниковых. Вид выделяется в монотипический род Anumbius d'Orbigny & Lafresnaye, 1838. Хотя анумби мельче дроздов, но немного крупнее домового воробья (Passer domesticus), однако, он строит огромное гнездо из веток. Часто эти массивные гнезда располагаются в очень заметных местах, например, на столбе электропередачи, на небольшом разросшемся дереве или в других незащищенных местах, где есть конструкция, к которой можно прикрепить гнездо. 

## Описание
Анумби достигает длины  18—20 см и массы от 27 до 45 г. Половой диморфизм не выражен. Лицо тускло-рыжеватого цвета с широкой беловатой бровью и заглазничной коричневатой полосой. Лоб тускло-рыжеватый, макушка тускло-коричневого или песочно-коричневого цвета с узкими черноватыми прожилками, которые исчезают на затылке и верхней части спины. Остальная часть спины тускло-коричневого цвета с широкими и длинными черноватыми полосами. Надхвостье тускло-бледно-коричневое, длинные верхние кроющие перья хвоста тёмно-коричневые с более светлыми коричневатыми краями. Крылья в основном тускло-коричневые, за исключением несколько более тёмных участков в средней части кроющих перьев и более тёмных кончиков первостепенных маховых перьев. Хвост закруглённый, центральные рулевые перья тёмно-коричневого цвета с заострёнными кончиками опахал, остальные рулевые перья черновато-коричневые с белыми участками в дистальных частях. Горло белое, с боков окаймлено множеством черноватых крапинок и короткими полосами в области скул, которые переходят в более тусклые ряды пятен, окаймляющих нижнюю часть горла. Верхняя часть груди светло-коричневого и беловато-охристого цвета с размытыми полосками; брюхо и нижние кроющие перья хвоста бледно-охристые. Радужная оболочка от коричневой до красноватой; надклювье тускло-коричневое, подклювье от серого до светло-серого цвета с тёмным кончиком. Ноги и пальцы от серого до зеленовато-серого цвета. У молодых особей отсутствует рыжий цвет на лбу, менее отчетливые полосы, горло охристого цвета, нижняя часть тела более тёмная. 

## Распространение и местообитания
Ареал вида — Бразилия, Аргентина, Уругвай, Парагвай. Обычными местами обитания являются низинные, сезонно влажные луга; сельскохозяйственные угодья с низкорослыми кустарниками; саванна с акациями, луга, пастбищные угодья и опушки открытого леса, а также живые изгороди и рощи вокруг фермерских домов. Встречается от уровня моря до высоты 1000 м над уровнем моря.

## Питание
Анумби питается преимущественно насекомыми. В состав рациона входят жесткокрылые (род Aphodius и семейство Curculionidae), полужесткокрылые, личинки двукрылых и семена. Кормится обычно парами, но часто и небольшими группами (возможно, потомство предыдущего сезона размножения). Собирает добычу с земли и низкой растительности.

## Размножение

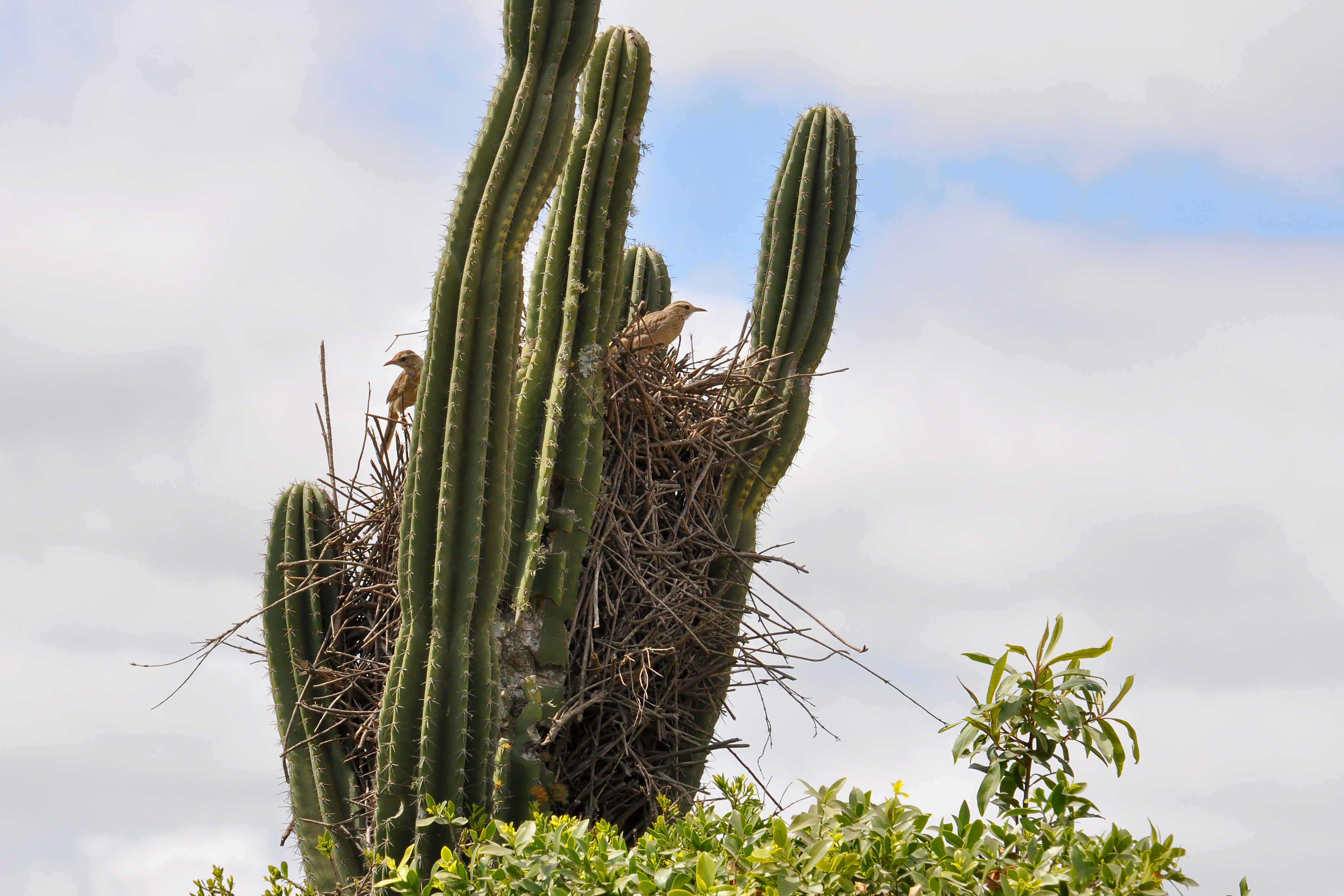
Гнездо анумби на кактусе

Отличительной особенностью вида являются гнезда, за конструкцию которых данная птица и получила своё название в английском языке — Firewood-gatherer (русск. «сборщик хвороста»). Гнездо представляет собой цилиндрическую конструкцию высотой около 50—110 см и шириной 30—40 см (иногда почти вдвое больше) из тщательно переплетённых, обычно колючих веток, главная ось вертикальная или наклонная; входное отверстие вверху или около него; внутренний туннель в камеру начинается прямо, но затем изгибается. Туннель или входное отверстие иногда выложены кусочками стекла, перьями и нитями. Гнездовая камера 14—20 см в поперечнике; дно выстлано растительными волокнами, перьями, веточками, а иногда и соцветиями. Гнездо обычно размещается на высоте 1—4 м (редко до 24 м) над землей среди ветвей, на видном месте на изолированном дереве, кусте (обычно колючем), кактусе или на перекладине телефонного столба. В кладке 3—5 яиц, редко шесть. Инкубационный период продолжается около 16 дней. Птенцы оперяются через 17—18 дней. Молодые особи могут сопровождать родителей во время второго гнездования, иногда помогать в постройке гнезда, но, как правило, родители выгоняют их с территории рождения в течение одного месяца после оперения.